# Picot de Peccaduc
 (février 2021).
Si vous disposez d'ouvrages ou d'articles de référence ou si vous connaissez des sites web de qualité traitant du thème abordé ici, merci de compléter l'article en donnant les références utiles à sa vérifiabilité et en les liant à la section « Notes et références ».
Pour les articles homonymes, voir Picot.
Pierre-Marie-Auguste Picot de Peccaduc (ou de Peccadeuc), puis von Herzogenberg (Grand-Fougeray, 13 février 1767 - Vienne, 15 février 1834), était un sergent-major à l'École royale militaire à Paris en 1785, quand Napoléon Bonaparte (1769-1821) y était un cadet.
Selon le mythe napoléonien, Picot de Peccaduc, cadet le plus gradé de sa promotion, se mit entre Napoléon et son cadet ennemi Louis-Edmond-Antoine le Picard de Phélippeaux (1767-1799), futur contre-révolutionnaire, pour les empêcher de se donner des coups de pied l'un à l'autre, et par conséquent il reçut des coups de pied de tous les deux. Abel Gance, dans son film Napoléon de 1927, transpose ce thème de Paris à Brienne, où Napoléon avait été lui aussi cadet, et il fait de Peccaduc et Phélippeaux les ennemis jurés du jeune Napoléon.